# Peter Burnett

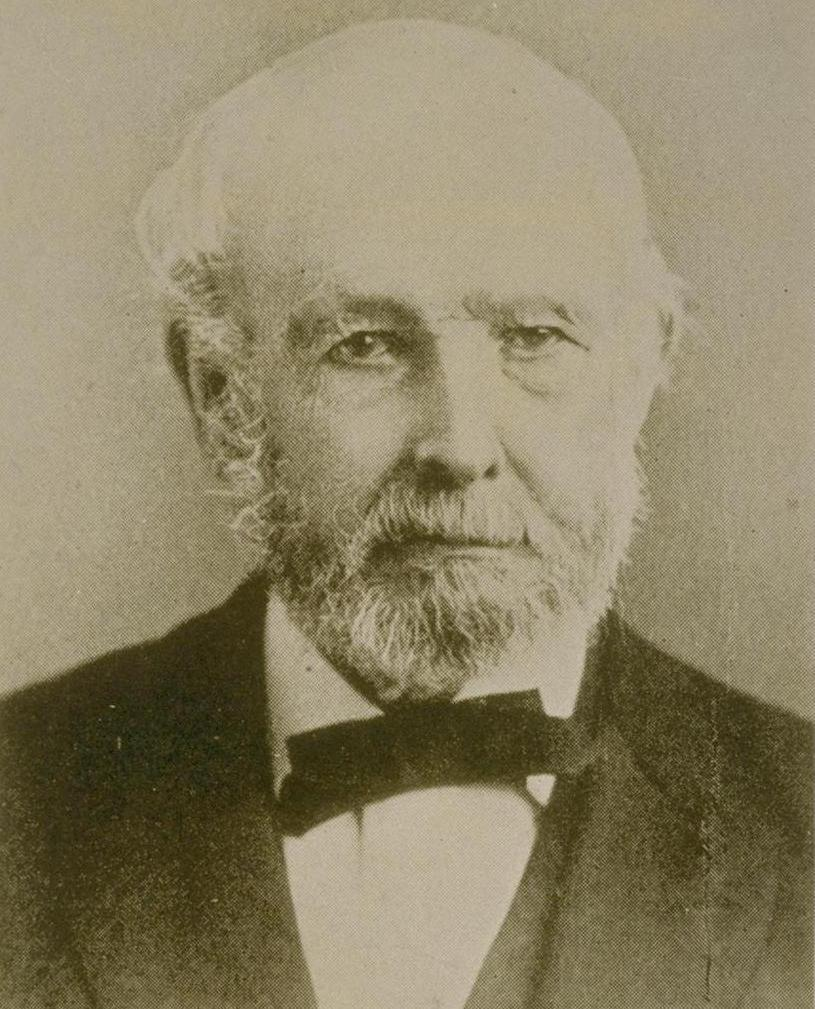
Peter Burnett

Peter Hardeman Burnett (* 15. November 1807 in Nashville, Tennessee; † 17. Mai 1895 in San Francisco, Kalifornien) war ein US-amerikanischer Politiker und der erste reguläre Gouverneur des Bundesstaates Kalifornien.

## Jugend
Burnett entstammte einer Familie der Unterklasse und wuchs im ländlichen Missouri auf. Er erhielt keine geregelte Schulbildung. Daher brachte er sich vieles selbst bei. Sein besonderes Interesse galt dem Justizwesen und der Regierungsarbeit. Zunächst versuchte er sich allerdings als Ladenbesitzer; danach wurde er Rechtsanwalt. In dieser Funktion verteidigte er unter anderem eine Gruppe Mormonen, der auch Joseph Smith angehörte. Die Anklage lautete auf Verrat, Brandstiftung und Raub. Burnett beantragte eine Verlegung des Verhandlungsorts, und die dadurch entstandene Pause nutzen die Angeklagten zur Flucht. 1843 verließ Burnett Missouri in Richtung Oregon, um seinen wachsenden Schulden zu entfliehen. Dort wurde er dann politisch aktiv. Zwischen 1844 und 1848 gehörte er dem provisorischen Parlament der Region an. In dieser Zeit konvertierte er auch zum katholischen Glauben.

## Politik
Als Abgeordneter wurde er als konservativer Rassist bekannt. Er setzte sich erfolgreich für ein Gesetz ein, welches Afroamerikanern untersagte, in Oregon zu leben. Dort verbliebene Schwarze wurden so lange ausgepeitscht und misshandelt, bis sie schließlich freiwillig gingen oder ausgewiesen wurden. Dieses Gesetz blieb in Oregon bis 1926 gültig, und erst ab 1927 durften Afroamerikaner dort wählen.
Als 1848 in Kalifornien Gold entdeckt wurde, machte sich auch Burnett auf den Weg nach Süden. Nach nur mäßigem Erfolg beim Goldschürfen wandte er sich wieder der Justiz und Politik zu. Im Auftrag von Johann August Sutter verkaufte er Landparzellen, auf denen die Stadt Sacramento errichtet wurde. 1849 wurde in Kalifornien der Übergang von der Militär- zur Zivilverwaltung vollzogen. Burnett wurde zum ersten zivilen Gouverneur des Staates gewählt und am 20. Dezember 1849 in San José in sein neues Amt eingeführt. Nun begann er mit dem Aufbau einer neuen Verwaltungsstruktur. Das Land wurde in 27 Bezirke (Countys) eingeteilt. Das Kabinett wurde ins Leben gerufen und mit John C. Frémont und William M. Gwin wurden zwei Senatoren für den Kongress in Washington, D.C. bestimmt. Ironischerweise war zu diesem Zeitpunkt Kalifornien offiziell noch kein Bundesstaat der Vereinigten Staaten. In Washington folgten lange Diskussionen über dieses Thema. Dabei ging es nicht nur um die Zulassung von Kalifornien, sondern um den Streit, ob in den neu aufgenommenen Staaten der Union die Sklaverei erlaubt oder verboten sein sollte. Dieser Konflikt wurde mit dem sogenannten Kompromiss von 1850 gelöst. Ein Ergebnis dieses Kompromisses war die Zulassung Kaliforniens als Bundesstaat am 9. September 1850.
Inzwischen war es in Kalifornien zu Spannungen zwischen Gouverneur Burnett und der State Assembly gekommen. Dabei ging es unter anderem um den Status der Städte Los Angeles und Sacramento; ein anderer Streitpunkt war die Rassenfrage. Burnett wollte wie schon in Oregon die Zuwanderung von Schwarzen oder anderen Minderheiten nach Kalifornien unterbinden, was die Anhänger der Südstaaten gegen ihn aufbrachte, da diese das Sklavereisystem auf die Westküste übertragen wollten. Burnetts Vorschläge fanden im Repräsentantenhaus keine Mehrheit. Außerdem wollte er ausländische Einwanderer nach Kalifornien stark besteuern und die Gesetze gegen Kapitalverbrechen drastisch verschärfen, sowie die Definition für Kapitalverbrechen erweitern, indem er unter anderem auch einfachen Diebstahl dazuzählte. Die Opposition gegen Burnett gewann schnell an Kraft, und seine Gesetzesvorschläge fanden keine Mehrheiten. Als Konsequenz des ausbleibenden Erfolgs seiner Politik trat er im Januar 1851 nach etwas mehr als einem Jahr im Amt aus angeblich persönlichen Gründen zurück.

## Alter
Ein Jahr nach seinem Rücktritt war er endlich in der Lage, seine alten Schulden in Missouri zu bezahlen. Er war in verschiedenen Bereichen kurzzeitig tätig. Unter anderem war er von 1857 bis 1858 Richter am Supreme Court of California, dann Stadtrat in Sacramento, Rechtsanwalt in San José und schließlich Präsident der Pacific Bank in San Francisco. 1882 trat er noch einmal kurzzeitig politisch ins Rampenlicht als Befürworter eines Gesetzes gegen chinesische Einwanderer. Er starb am 17. Mai 1895 im Alter von 88 Jahren in San Francisco.